# Curculio nucum
Il balanino della nocciola (Curculio nucum Gyllenhaal, 1836) è un coleottero della famiglia dei Curculionidi.
Gli adulti compaiono a primavera e durante la bella stagione si alimentano sulle piante di nocciolo. La larva si sviluppa all'interno della nocciola. La larva matura si lascia cadere al suolo e si impupa sotto terra.